# Селтік
«Се́лтік» (англ. Celtic) — професійний шотландський футбольний клуб з міста Глазго, грає у шотландському Прем'єршипу. Заснований 1887 року, першу гру провів 1888.

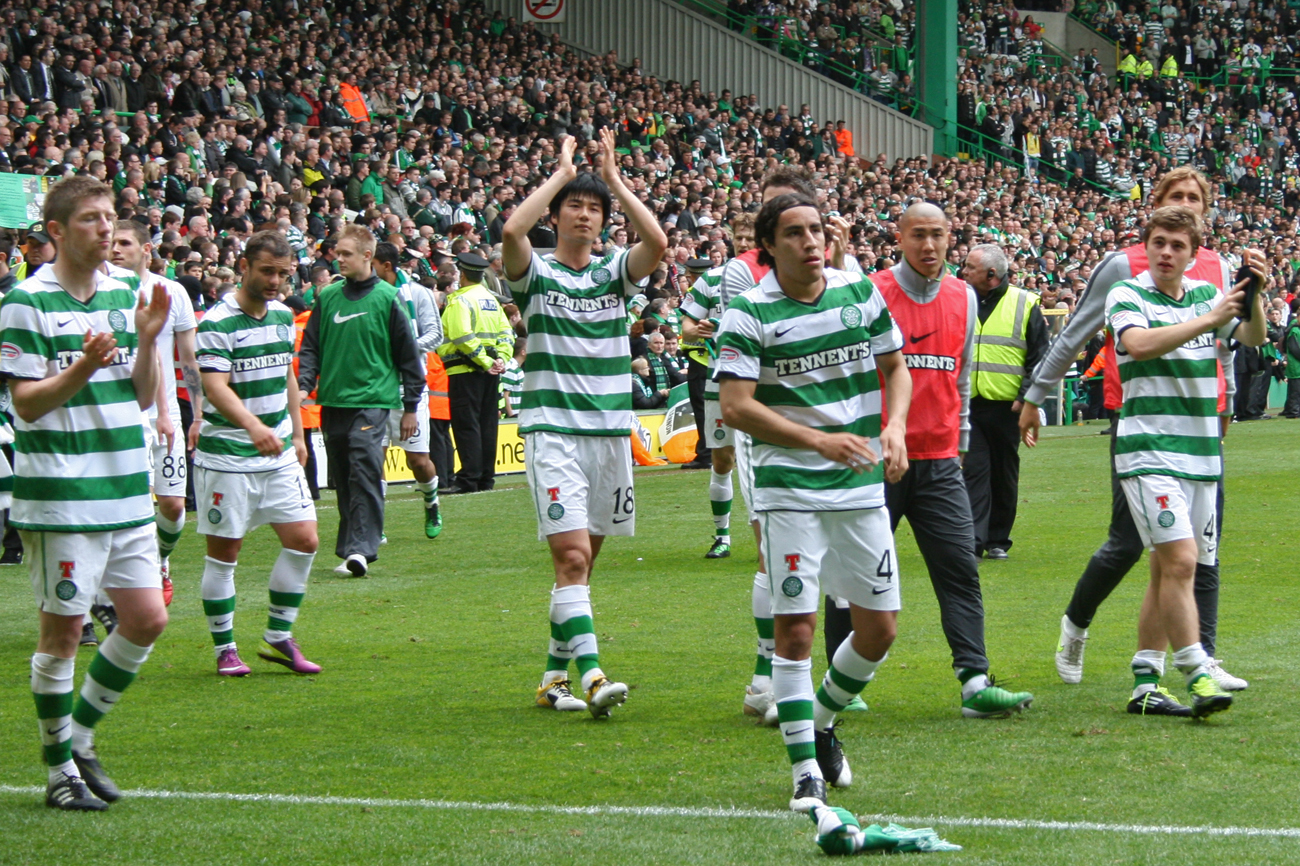
Гравці «Селтік» після останньої гри сезону 2010-2011 років

Клуб має давню історію протистоянь з «Рейнджерсом» — іншим футбольним клубом з Глазго. «Рейнджерс» та «Селтік» разом утворюють найвідоміше дербі світового футболу Олд Фірм.

## Історія
Від часів свого заснування чемпіонат Шотландії вигравав 55 разів, а Кубок Шотландії з футболу — 42 рази, що є рекордним показником. Єдина шотландська команда, яка виграла Кубок європейських чемпіонів УЄФА (1967 рік). Стадіон клубу, «Селтік Парк» (широковідомий як Паркхед, від назви місцевості, де розташований) вміщує понад 60 000 вболівальників, і є найбільшим стадіоном Шотландії. Клуб має давню історію протистоянь із «Рейнджерс» — іншим футбольним клубом з Глазго. «Селтік» та «Рейнджерс» разом утворюють так званий Олд Фірм. Боротьба цих команд є однією з найшаленіших серед усіх спортивних протистоянь.
У сезоні 1966—1967 «Селтік» став першою британською командою, яка здобула Європейський Кубок (зараз відомий як Ліга чемпіонів УЄФА). Вони є одним з двох клубів, які здобули цей титул командою, що складається лише з гравців однієї національності, тобто шотландців (друга команда — румунська «Стяуа», що здобула Європейський Кубок командою, яка складалася лише з румунів, 1986 року). Всі гравці того матчу, яких прозвали «лісабонські леви», народилися в окрузі 30 миль від Селтік-Парку. Того ж сезону «Селтік» здобув усі національні титули: чемпіонат Шотландії, Кубок Шотландії, шотландський Кубок Ліги та Кубок Глазго. Таким чином, команда стала єдиною, яка сформувала Квадрупл (перемога у трьох головних національних турнірах та Європейському Кубку). У розіграші Кубка європейських чемпіонів 1969—1970 року «Селтік» знову дійшов до фіналу, але програв нідерландському «Феєнорду».
2003 року «Селтік» пройшов до фіналу Кубка УЄФА, який вони програли «Порту» з рахунком 2:3. Приблизно 80 000 вболівальників команди прибули до Севільї на цю гру, що стало найбільшою іноземною групою підтримки за всю історію. Фанати отримали нагороди від УЄФА та ФІФА за свою поведінку протягом всього турніру. Фанатська аудиторія «Селтіка» приблизно оцінюється у 9 млн осіб, включаючи 1 млн чоловік на території Північної Америки.
«Селтік» — єдиний футбольний клуб, який випускає свою власну газету (з 1965 року) та має телеканал (з 2004 року).
Піснею, яку найчастіше співають фанат Селтику є The Boys of the Old Brigade, проте її статус є неофіційним.

## Досягнення

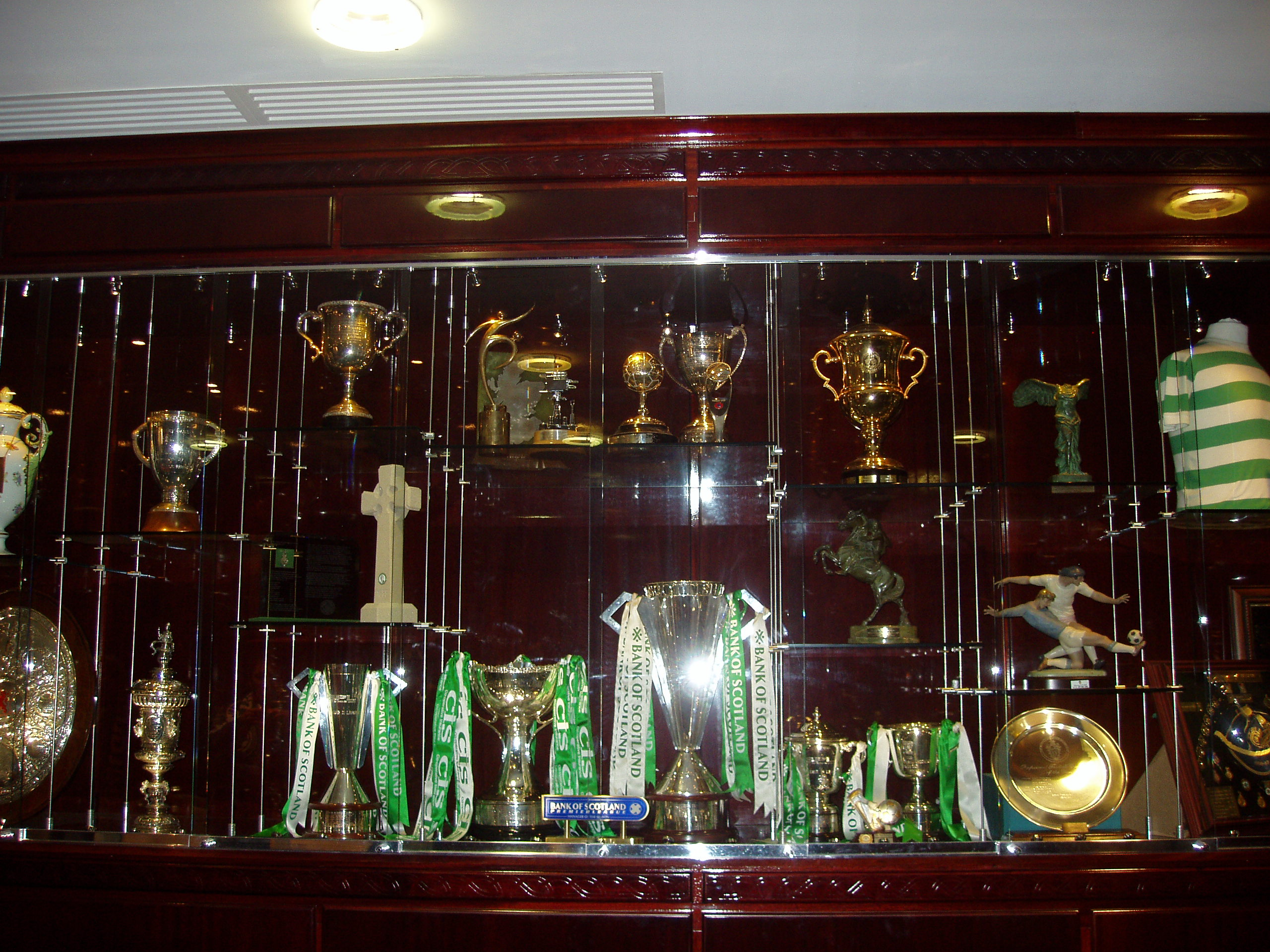
Зал трофеїв на «Селтік Парк»

- Чемпіон Шотландії (55): 1893, 1894, 1896, 1898, 1905, 1906, 1907, 1908, 1909, 1910, 1914, 1915, 1916, 1917, 1919, 1922, 1926, 1936, 1938, 1954, 1966, 1967, 1968, 1969, 1970, 1971, 1972, 1973, 1974, 1977, 1979, 1981, 1982, 1986, 1988, 1998, 2001, 2002, 2004, 2006, 2007, 2008, 2012, 2013, 2014, 2015, 2016, 2017, 2018, 2019, 2020, 2022, 2023, 2024, 2025

- Володар Кубка Шотландії (42): 1892, 1899, 1900, 1904, 1907, 1908, 1911, 1912, 1914, 1923, 1925, 1927, 1931, 1933 , 1937, 1951, 1954, 1965, 1967, 1969, 1971, 1972, 1974, 1975, 1977, 1980, 1985, 1988, 1989, 1995, 2001, 2004, 2005, 2007, 2011, 2013, 2017, 2018, 2019, 2020, 2023, 2024

- Володар Кубка шотландської ліги (22): 1957, 1958, 1966, 1967, 1968, 1969, 1970, 1975, 1983, 1998, 2000, 2001, 2006, 2009, 2015, 2016, 2017, 2018, 2019, 2021, 2023, 2025

- Володар Кубка Глазго (33): 1891, 1892, 1895, 1896, 1905, 1906, 1907, 1908, 1910, 1916, 1917, 1920, 1921, 1927, 1928, 1929, 1931, 1939, 1941, 1949, 1956, 1962, 1964, 1965, 1967, 1968, 1970, 1975[10], 1982, 2008, 2011, 2014, 2015

- Володар Кубка європейських чемпіонів: 1966/67
- Фіналіст Кубка європейських чемпіонів: 1969/70
- Фіналіст Кубка УЄФА: 2002/03

## Поточний склад
Станом на 1 травня 2025
| №  | Поз. | Нац.           | Гравець            |
| -- | ---- | -------------- | ------------------ |
| 1  | ВР   | Данія          | Каспер Шмейхель    |
| 2  | ЗХ   | Канада         | Алістер Джонстон   |
| 3  | ЗХ   | Шотландія      | Грег Тейлор        |
| 5  | ЗХ   | Ірландія       | Ліам Скейлз        |
| 6  | ЗХ   | США            | Остон Трасті       |
| 7  | НП   | Португалія     | Жота               |
| 9  | НП   | Ірландія       | Адам Айда          |
| 10 | НП   | Німеччина      | Ніколас-Герріт Кюн |
| 12 | ВР   | Фінляндія      | Вільямі Сінісало   |
| 13 | НП   | Південна Корея | Ян Хьон Джун       |
| 14 | ПЗ   | Шотландія      | Люк Макковен       |
| 15 | ЗХ   | Гана           | Джефф Шлупп        |

| №  | Поз. | Нац.       | Гравець                    |
| -- | ---- | ---------- | -------------------------- |
| 17 | ЗХ   | Польща     | Майк Навроцький            |
| 20 | ЗХ   | США        | Камерон Картер-Вікерс      |
| 24 | НП   | Ірландія   | Джонні Кенні               |
| 27 | ПЗ   | Бельгія    | Арне Енгельс               |
| 28 | ПЗ   | Португалія | Паулу Бернарду             |
| 29 | ВР   | Шотландія  | Скотт Бейн                 |
| 38 | НП   | Японія     | Даідзен Маеда              |
| 41 | ПЗ   | Японія     | Рео Хатате                 |
| 42 | ПЗ   | Шотландія  | Каллум Макгрегор (капітан) |
| 49 | ПЗ   | Шотландія  | Джеймс Форрест             |
| 56 | ЗХ   | Шотландія  | Ентоні Ралстон             |